# Зубицкий, Борис Давыдович
Бори́с Давы́дович Зуби́цкий (16 декабря 1947, Кемерово — 7 февраля 2017, Тула) — российский предприниматель и государственный деятель. Совладелец Промышленно-металлургического холдинга, депутат Государственной думы (1999—2015) от «Единой России».

## Биография
Родился 16 декабря 1947 года в Кемерово.
В 1967 году окончил Кемеровский химический техникум.
С января 1968 года работал слесарем на кемеровском заводе «Карболит».
С августа 1968 года по 1988 год работал на Кемеровском коксохимическом заводе: слесарь-ремонтник, мастер бригады слесарей химических цехов, механик, начальник производственного отдела.
В 1974 году окончил вечернее отделение Кузбасского политехнического института, получив квалификацию «инженер-механик».
С 1988 по 1991 год работал техническим советником на Кремиковском металлургическом комбинате в Болгарии в составе группы кемеровских коксохимиков.
В 1991—1995 годах — начальник отдела, заместитель генерального директора Кемеровского коксохимического завода.
В 1995 году получил 10 % акций предприятия, по собственным утверждениям, поменяв ваучеры своей семьи на акции. С 1995 по 1999 год — генеральный директор Кемеровского коксохимического завода (АО «Кокс»).
В 1999 году, по предложению кемеровского губернатора Амана Тулеева, баллотировался и был избран депутатом Госдумы третьего созыва от блока "Единство" по региональной группе — Кемеровская область. С января 2000 года — член Комитета Государственной Думы по бюджету и налогам.
27 февраля 2000 года на учредительном съезде Общероссийского политического общественного движения (ОПОД) «Единство» был избран членом политсовета, а 27 мая 2000 года на учредительном съезде партии «Единство» был избран членом её политсовета.
В 2001 году пытался договориться с Игорем Зюзиным о покупке совместными усилиями крупного металлургического комбината «Мечел» у Glencore с последующим созданием совместной коксометаллургической компании. Однако сделка не состоялась.
В 2003 году избран депутатом Госдумы четвёртого созыва. Вошёл в состав фракции «Единая Россия», член Комитета Государственной Думы по экономической политике, предпринимательству и туризму.
В 2007 году избран депутатом Госдумы пятого созыва. Являлся заместителем председателя Комитета Государственной Думы по экономической политике и предпринимательству.
В 2011 году избран депутатом Госдумы шестого созыва. Входил в состав комитета Госдумы по охране здоровья.
Доктор технических наук, профессор.
Умер 7 февраля 2017 года в Туле.
Похоронен на Троекуровском кладбище в Москве.

## Семья
Женат, два сына — Андрей Зубицкий, Евгений Зубицкий.

## Состояние
Являлся одним из богатейших предпринимателей и чиновников России с состоянием 450 млн долларов.
В рейтинге доходов чиновников журнала Forbes занимал в 2010 году 21 место с доходом семьи 423 млн рублей, в 2011 году 4 место с доходом семьи 1908 млн рублей, в 2012 году 12 место с доходом 680,9 млн рублей.
Согласно официальным данным, за 2011 год Зубицкий получил доход в размере более 677 млн рублей. Зубицкому вместе с супругой принадлежат 4 земельных участка общей площадью 7,7 тыс. квадратных метров, два жилых дома, квартира, три автомобиля Mercedes-Benz и Bentley Mulsanne.
В Рейтинге российских миллиардеров 2010 года, по данным журнала Финанс занимает 168 место с состоянием 490 млн долларов США.

## Собственность
На 2010 год Борис Зубицкий контролировал:
- ООО «Управляющая компания „Промышленно-металлургический холдинг“»:
  - ОАО ЦОФ «Березовская» (Кемеровская область).
  - ОАО «Инертник» (Кемеровская область).
  - ООО «Участок „Коксовый“» (Кемеровская область).
  - ЗАО «Сибирские ресурсы» (Кемеровская область).
  - ООО «Шахта Романовская» (Кемеровская область).
  - ООО «Шахта Бутовская» (Кемеровская область).
  - ОАО «Тулачермет» (Тула).
  - ОАО «Полема» (Тула).
  - ОАО «Ванадий-Тула» (Тула).
  - ОАО «Уфалейникель» (Челябинская область).
  - Серовский никелевый рудник (Свердловская область).
  - «Акрони» (Словения).
  - «Метал Равне» (Словения).
  - ЗАО «Режникель» (Свердловская область).
- ПАО «Кокс».
- российского исполнителя Тимати.

## Награды и звания

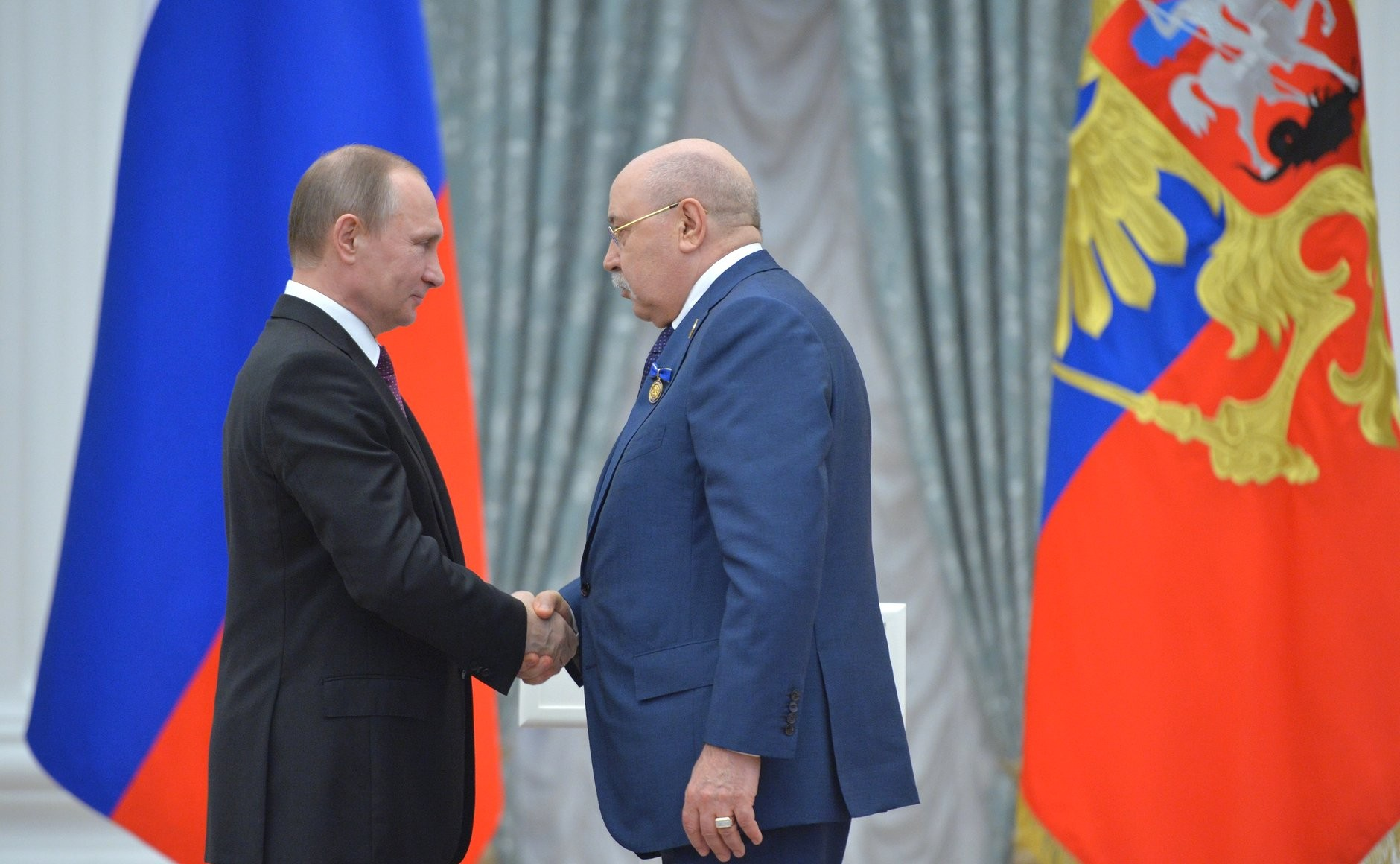
Вручение знака отличия «За благодеяние»,
10 марта 2016 года

- Орден «За заслуги перед Отечеством» IV степени (28 марта 2007 года) — за заслуги в законотворческой деятельности, укреплении и развитии российской государственности[13].
- Орден Почёта (22 мая 1995 года) — за заслуги перед государством, большой вклад в развитие металлургической промышленности, укрепление дружбы и сотрудничества между народами[14].
- Орден Дружбы (3 марта 1999 года) — за большой вклад в развитие металлургической промышленности и многолетний добросовестный труд в акционерном обществе «Кокс» (Кемеровская область)[15]
- Знак отличия «За благодеяние» (22 декабря 2015 года) — за большой вклад в благотворительную деятельность[16].
- Почётное звание «Заслуженный металлург Российской Федерации» (17 июня 2003 года) — за большой  вклад в развитие металлургической промышленности, достигнутые трудовые успехи и многолетнюю добросовестную работу [17].
- Благодарность Президента Российской Федерации (8 мая 2013 года) — за активную законотворческую деятельность и многолетнюю добросовестную работу[18].
- Орден преподобного Серафима Саровского III степени (РПЦ) (2006 год) — во внимание к помощи по реставрации Богородичного Щегловского мужского монастыря и Пречистенского храма города Тулы
- Юбилейная медаль «В память 1000-летия преставления равноапостольного великого князя Владимира» (РПЦ) (3 июня 2015 года) — в ознаменование 1000-летия преставления равноапостольного великого князя Владимира[19].
- Полный кавалер медалей «За особый вклад в развитие Кузбасса»[20].
- Медаль «За служение Кузбассу»